# Flotte carthaginoise
 (avril 2011).
Si vous disposez d'ouvrages ou d'articles de référence ou si vous connaissez des sites web de qualité traitant du thème abordé ici, merci de compléter l'article en donnant les références utiles à sa vérifiabilité et en les liant à la section « Notes et références ».

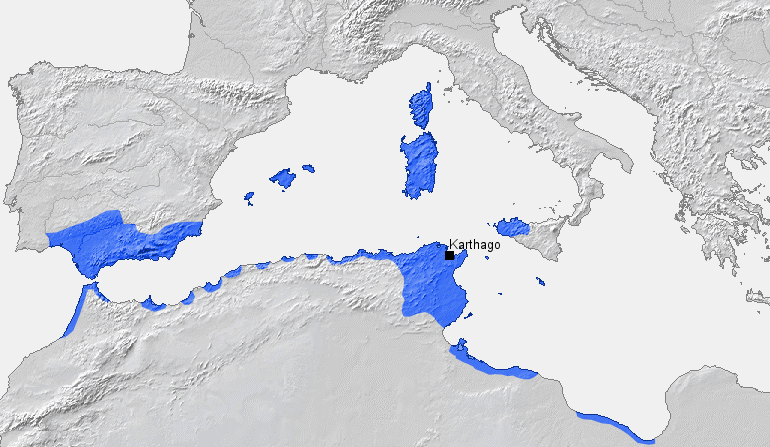
Empire maritime carthaginois

Nous connaissons la flotte carthaginoise par des représentations sur des pièces de monnaie ou des stèles, et par des descriptions de Polybe qui relate que le principal navire de combat punique était la quinquérème, ou navire avec cinq rangs de rameurs. Ce fut le navire que les Romains copièrent pour construire les leurs. Polybe narre, en son Histoire, qu'en 256 av. J.-C., Carthage aligna une flotte de 350 navires, mais rien ne resta d'elle après les guerres puniques et la chute de Carthage en 146 av. J.-C.
Le pouvoir authentique de Carthage se trouvait en mer : la marine punique était la plus puissante du monde connu.  Toutefois, cette hégémonie navale prit fin dès la paix avec Rome à la suite de la première guerre punique : la deuxième guerre punique ne vit pas en effet d'affrontement naval majeur et Hannibal dut emprunter la voie terrestre pour envahir l'Italie.

## Flotte marchande
Les Phéniciens utilisèrent des bateaux équipés à des fins commerciales, qui avaient une grande capacité de chargement, avec une longueur hors-tout de 20 à 30 mètres, un maître-bau de six ou sept mètres, et un tirant d'eau de 1,50 mètre environ. La poupe était arrondie et culminait avec une frise en queue de poisson. La proue se terminait par l’aplustre, une frise qui représentait la tête d'un cheval. Dans la coque, deux yeux étaient peints, qui devaient permettre au bateau de voir la route et de causer la terreur chez l'ennemi en cas de combat.

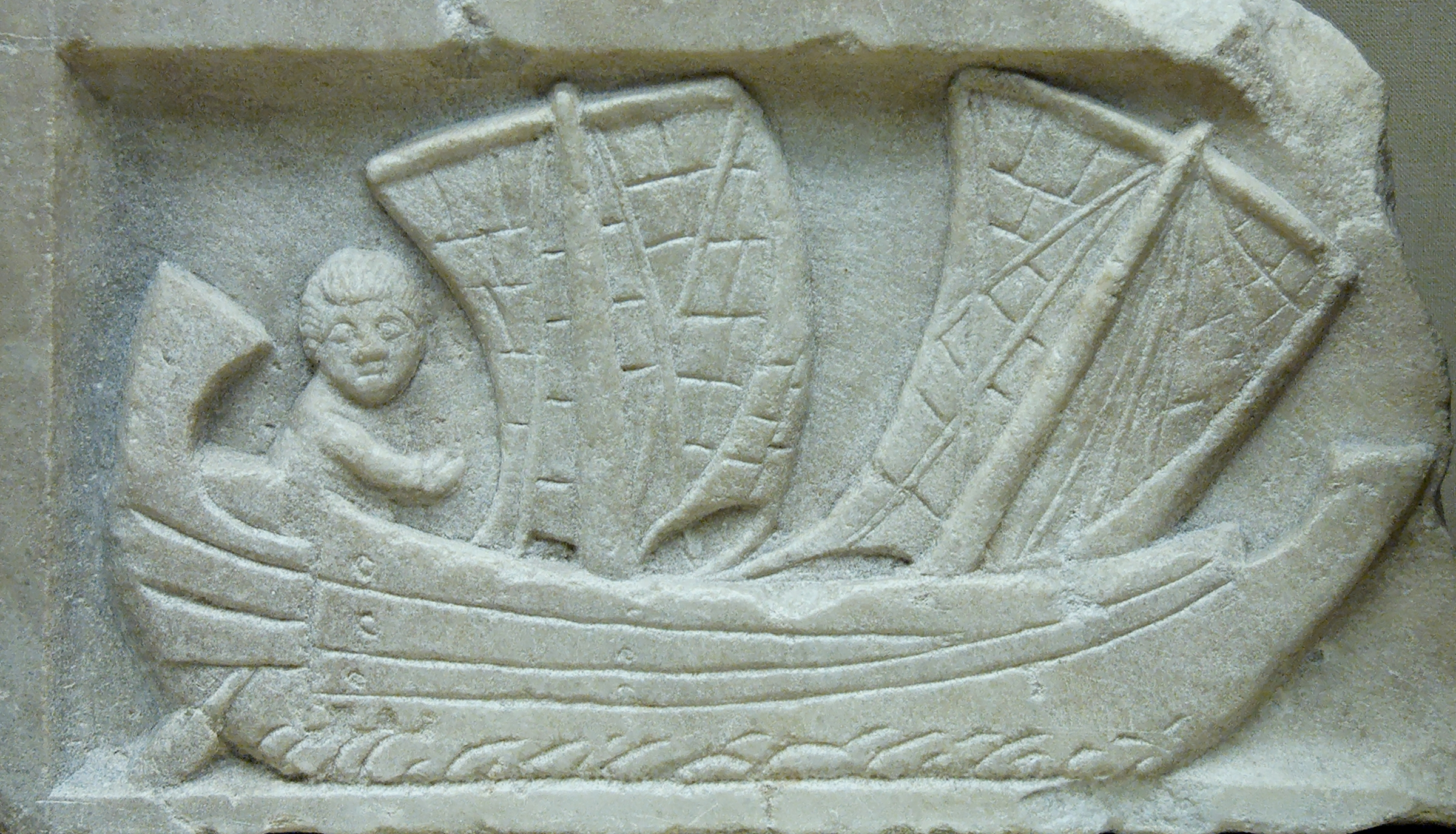
Une corbita (mot latin), petite barque à deux mâts. Relief de 200 av. J.-C., Carthage

Ils portaient un mât qui soutenait une voile rectangulaire, et au timon, il y avait une rame aux pales asymétriques très larges, qui se situait au côté gauche de la poupe. Sur le pont près de la poupe, se trouvait la dunette, où l'on gardait le matériel et la cuisine de bord. L'équipage consistait en une vingtaine d'hommes, étant donné que la navigation à voile ne nécessitait pas un nombre supérieur de marins.
Ces bateaux pouvaient naviguer jusqu'à 100 milles par jour : la moyenne horaire était autour de six nœuds et la moyenne journalière se situait entre 68 et 82 milles par jour (Hérodote IV 86 ; Thucydide II 97 ; III 3 ; VI 1).

### Embarcations mineures
En plus des navires commerciaux et de guerre, il y en avait d'autres, comme les canots utilisés pour des parcours de petite distance ou les bateaux de pêche. La forme de la coque ainsi que ses dimensions étaient semblables à ceux des bateaux marchands. La poupe était arrondie et la proue pointue, portant en son sommet une poutre. La propulsion dépendait aussi bien des voiles (à petit mâts) que des rames, et on la dirigeait avec un gouvernail situé à gauche de la poupe.

## Flotte de guerre

### Quinquérème

Reconstitution en perspective axonométrique de la poupe d'une quinquérème punique.

Perspective axonométrique de la proue d'une quinquérème punique.

En 1971 fut découverte la coque d'un navire punique à Lilybée : la quille est en bois d'érable, les barrots en chêne et le plancher en pin. Les œuvres vives (parties du navire qui restent immergées) étaient doublées de plomb pour éviter la putréfaction du bois. Les barrots portaient la marque du constructeur gravée, preuve que les navires se faisaient en grandes quantités, préfabriqués et assemblés plus tard en chantiers navals, ce qui permettait de les construire en un temps très bref.
La puissante quinquérème carthaginoise constituait la colonne vertébrale de la marine carthaginoise. Elle comprenait un équipage de 420 hommes : 120 soldats qui posaient leurs écus à bord et 300 marins, parmi lesquels 270 étaient des rameurs disposés en trois rangs : deux rameurs au rang supérieur, deux à celui du milieu et un au rang inférieur.
Cette embarcation était plus légère que celles de la flotte marchande ; elle avait un maître-bau d'un septième de la longueur hors-tout. Tandis que la poupe était semblable à celle des navires commerciaux, la proue était une arme offensive durant les combats, car elle portait un bélier renforcé de bronze représentant diverses figures, qui s'utilisait pour éventrer les flancs des bateaux ennemis. De chaque côté de la proue, se trouvaient les yeux, au-dessus desquels il y avait des orifices par lesquels passaient les chaînes ou les cordes des ancres. Sur le pont, près de la proue, il y avait le château qui protégeait les archers et les catapultes pendant les affrontements ; à la poupe, une tente de cuir était dressée et deux grandes rames qui servaient de timons. Un mât rétractable pouvait se dresser au centre du bateau pour y disposer une voile carrée, et un autre mât situé à la proue portait une petite voile qui permettait de gouverner (diriger) le bateau, même avec des vents transversaux, mais pendant les combats, elle n'était pas utilisée : les bateaux étaient démâtés et pour pouvoir se déplacer plus rapidement, la propulsion restait confiée aux rameurs. Ceux-ci se trouvaient à l'intérieur de la coque le long des flancs et ils empoignaient les rames qui sortaient par les orifices du bas.

### Pentécontère
C'était le bateau le plus ancien, rapide, agile, avec peu de tirant d'eau, qui mesurait 25 mètres de long et contenait cinquante rameurs situés sur deux niveaux, en plus du capitaine, du second, du pilote et dix autres marins de réserve. Le rythme des rameurs était marqué par un flûtiste appelé diere. La ou le pentécontère disparut à la fin du VIe siècle av. J.-C. et c'est la trirème qui la remplaça.

### Trirème

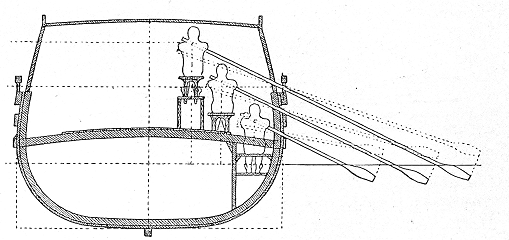
Trirème

Conçue par les Phéniciens, elle se généralisa en Méditerranée entre le VIIe siècle et le IVe siècle av. J.-C. C'était un navire de 36 mètres de longueur hors-tout, et qui contenait un équipage de cent quatre-vingts hommes : cent soixante-dix rameurs, huit ou dix pour manœuvrer le voilage, et un groupe de soldats. Les rameurs étant situés sur trois hauteurs, on triplait la force sans augmenter la longueur du bateau et sans qu'ils fussent une gêne les uns pour les autres.
À partir du IVe siècle av. J.-C., dans les chantiers navals de Carthage, la trirème se transforme en tetrère, qui dispose de quatre rameurs par rame, sur un même banc, d'où son nom (« tetra » = quatre). La tetrère ainsi que la pentère qui lui succéda, avaient une longueur de 40 mètres et une largeur de six mètres, avec un tirant d'eau n'excédant pas deux mètres. Leur vitesse maximale possible était de cinq et six nœuds, bien que celle de croisière fût de deux ou trois nœuds. Leur équipage comprenait respectivement deux cent quarante et trois cents hommes manœuvrant les trente rames de côté, en plus des marins destinés aux voiles.

## Techniques de combat
Durant les guerres contre Rome, Carthage disposait de plusieurs escadres de douze navires, et pouvait former des flottes de cent vingt navires, et, dans les cas spéciaux, de plus de trois cents.
Quand l'ennemi était en vue, les voiles étaient baissées et on enlevait le mât : l'affrontement se faisait à la force des rames, pour pouvoir manœuvrer le bateau plus facilement. Les équipages étaient exclusivement constitués de citoyens carthaginois, à la différence de l'armée qui se fournissait en mercenaires.

### Diecplus
C'était une tactique qui consistait en une sortie simultanée et véloce de toute la marine de guerre disposée en ligne pour passer à travers l'adversaire entre un bateau et l'autre, virer rapidement et attaquer à l'éperon la poupe des bateaux ennemis.

### Periplus
Cette technique consistait à se placer à côté d'un navire ennemi et à transpercer son flanc d'un coup d'éperon.

## Construction navale
La découverte de deux bateaux du IIIe siècle av. J.-C. coulés près de Marsala, qui semblent être des bateaux auxiliaires, étant donné qu'ils sont petits (30 m) et ne portent pas d'éperon, a permis d'étudier la technique de construction navale. Les deux bateaux étaient construits avec des pièces de bois préfabriquées séparément et montées après, ce qu'on a pu déduire par la présence de marques pour guider les charpentiers.
La structure de ces bateaux était assez semblable aux bateaux de pêche des pays méditerranéens d'aujourd'hui : un plancher composé par un ensemble de planches extrêmement serrées ou partiellement superposées, retenu à l'intérieur par la verticale, un squelette de poutres orthogonales à la quille. On plaçait un revêtement externe de planches de plomb enduites de brai.

## Navigation
La navigation se faisait en côtoyant le littoral, de jour si possible, et en campant sur les plages pour passer la nuit. En cas de nécessité durant la nuit, on utilisait des tables de distance en plus de se guider par les étoiles : l'Étoile polaire était appelée Étoile phénicienne. De même, on utilisait des pigeons voyageurs pour s'aider en cas de brouillard. Afin de protéger la flotte des marées et des tempêtes, les Phéniciens construisirent des ports et créèrent un système de brise-lames. Le port punique de Carthage était une merveille de la technique, protégé derrière la baie, et divisé en deux parties par un canal (port civil et militaire). Il abritait quelque 400 navires.